# Primos (Zeichentrickserie)
Primos (deutsch Cousins) ist eine US-amerikanische Zeichentrickserie der Walt Disney Company.

## Handlung
Tater ist ein amerikanisches Mädchen mexikanischer Abstammung, das mit ihren Eltern und ihrer Schwester in einem Vorort von Hollywood in einem Ort namens Terremoto Heights lebt. Während der Sommerferien werden ihre Pläne durchkreuzt, da sie ihr Zimmer mit ihren zwölf Cousins teilen muss, die während der Saison zu Besuch sind. Die Serie versucht, die Erfahrungen einzufangen, die Natasha Kline, ebenfalls Amerikanerin mexikanischer Abstammung, in ihrer Kindheit mit ihrer multikulturellen Familie in Los Angeles verbracht hat.

## Charaktere
- Tater: Sie ist die Hauptfigur. Sie ist zu Beginn der Serie neun Jahre alt, wird aber im Lauf des Sommers zehn. Ursprünglich war ihr Plan, sich während der Sommerferien selbst zu finden. Nun muss sie sich mit ihren zwölf Cousins herumschlagen.
- Nelly: Sie ist Taters jüngere Schwester, aber etwas größer als sie. Sie neckt ihre Schwester oft, hilft ihr aber manchmal auch. Sie hat Probleme, sich die Namen ihrer Cousins zu merken.
- Bud: Taters kleiner Bruder und noch ein Baby.
- Tere, Tabi und Tonita: Die drei Schwestern sind Cheerleader und sind fast immer zusammen; sie agieren so gut wie kaum getrennt voneinander. Ihr Vater ist Feuerwehrmann.
- Gordita: Sie ist Wissenschaftlerin und scheint fast nie aus dem Haus zu gehen, da sie ziemlich blass ist.
- Cousin Bud: Er ist Gorditas großer Bruder und ein überzeugter Umweltschützer. Er geht meistens barfuß herum. Er wird "Cousin" Bud genannt, weil er denselben Namen wie Taters Bruder hat.
- ChaCha: Sie ist eine der jüngsten Cousinen. Sie kann gerade mal ihren Namen sagen und verbringt die meiste Zeit damit, Leute zu küssen oder zu beißen.
- Lita: Sie ist eine der älteren Cousinen und lernt gerade, Auto zu fahren. Sie fährt meistens Skateboard.
- Scooter: Er ist Todos jüngerer Bruder und sehr scheu.
- Lucita: Sie ist Todos und Scooters jüngere Schwester und somit die jüngste Cousine. Sie beherrscht Zeichensprache. Ursprünglich war ihr Name "Cookita", was aufgrund von Protesten aber umgeändert wurde.
- LotLot: Sie ist ein Gothgirl und liebt morbide und unheimliche Sachen. Ihr Vater führt ein Bestattungsunternehmen.
- Big Nacho: Er ist etwas grobschlächtig, aber sehr verlässlich. Er hat eine Freundin namens Carmela.
- Nachito: Er ist Nachos kleiner Bruder. Er kann sehr ungezogen sein, liebt seine Familie aber.
- Gwennifer Malfeo: Sie ist eine Pfadfinderin, aber alles andere als hilfsbereit. Sie liebt es mit ihren Freundinnen, andere zu schikanieren; insbesondere Tater. Gegenüber Cousin Bud zeigt sie sich aber sehr höflich, weil sie in ihn verliebt ist.

## Synchronisation
|                                  | Originalsprecher    | deutsche Stimme       |
| -------------------------------- | ------------------- | --------------------- |
| Patricia "Tater" Ramirez-Humphry | Myrna Velasco       | Magdalena Höfner      |
| Eleanor "Nelly" Ramirez-Humphry  | Melissa Villasenor  | Marie Hinze           |
| Bud                              | Christina Milizia   |                       |
| Teresa/Tere                      | Cristina Valenzuela | Victoria Frenz        |
| Tabitha/Tabi                     | Nomi Ruiz           | Alice Bauer           |
| Antonia/Tonita                   | Cristina Valenzuela | Isabella Vinet        |
| Heather/Gordita                  | Natasha Cline       | Josephine Schmidt     |
| Cousin Bud                       | Rick Simon          | Tim Schwarzmaier      |
| Isabel Christina/ChaCha          | Natasha Cline       | Alice Bauer           |
| Lita                             | Elizabeth Grullon   | Lo Rivera             |
| Isauro/Scooter                   | Jonathan Melo       | Valentin Stilu        |
| Luz/Lucita                       | Sarah Tubert        | Milena Luisa Rybiczka |
| Charlotte/LotLot                 | Becca Q. Co         | Lina Rabea Mohr       |
| Ignacio/Big Nacho                | Rick Simon          | Ricardo Richter       |
| Gabriel Ignacio/Nachito          | Ryan Anderson Lopez | Sarah Alles           |
| Gwennifer Malfeo                 | Maya Morales        |                       |

## Rezeption

### Reaktionen
Bei der Veröffentlichung des Titelsongs der Zeichentrickserie stieß er auf große Ablehnung, insbesondere bei Mexikanern, die der Meinung waren, dass die Serie negative und sich wiederholende Stereotypen über ihre Kultur vermittelte. Einer der am meisten kritisierten Aspekte des Intro war die schlechte Verwendung der spanischen Sprache und die Wiederholung des Satzes „¡Oye primos!“ (deutsch Hey, Cousins!). Das Problem besteht darin, dass das Wort „Oye“ im Plural konjugiert werden muss, um im Spanischen einen Sinn zu ergeben, nämlich „oigan“. Auch andere Aspekte der Serie wurden heftig kritisiert. Der Hollywood-Vorort, in dem Tater lebt, heißt „Terremoto Heights“ (deutsch Erdbeben), was nicht nur in Mexiko, sondern auch in Ländern wie Chile für Unmut gesorgt hat, da beide im Laufe der Geschichte durch diese Katastrophen Zerstörung und Tod erlitten haben und wurde deshalb in "Hacienda Hills" umbenannt. Weitere kritisierte Elemente des Titelsongs waren: dass die Nachbarschaft, in der die Geschichte spielt, sehr schmutzig sei; dass dem Szenario ein „Wüsten- und Gelb“-Aspekt verliehen wird, wodurch das mexikanische Stereotyp erzwungen wird; dass alle Cousinen von Tater mit ihr zusammengepfercht im selben Raum schliefen, sehr unordentlich und schmutzig; und dass die Namen der Charaktere so lächerlich seien, dass sogar einer von ihnen in bestimmten spanisch-amerikanischen Ländern unhöflich klang.

Myrna Velasco, Stimme von Tater, einer amerikanischen Schauspielerin spanisch-amerikanischer Abstammung, reagierte in einem Beitrag über die Show auf ihrem Instagram-Konto auf die Kritik einer Nutzerin, indem sie auf ihren Unwissenheit der spanischen Sprache über Instagram hinwies. Darüber hinaus machte sie eine Aussage, die die Internetnutzer noch mehr verärgerte:
Ich möchte Sie daran erinnern, dass die spanische Sprache nicht lateinamerikanisch ist, sondern eine Sprache, zu deren Erlernen die spanischen Eroberer die Lateinamerikaner zwangen. Der einzige Grund, warum wir Latinos und keine amerikanischen Ureinwohner sind, ist dieser Unterschied. Seien Sie wütend auf mich, so sehr Sie wollen, wegen meiner Rechtschreibfehler und der falschen Aussprache spanischer Wörter. Dies wird niemals leugnen, dass ich es bin: eine mexikanisch-amerikanische Frau und ein amerikanischer Ureinwohner.
Diese Aussagen wurden in ihren Instagram-Storys auf Englisch gemacht. Die Kritik ließ nicht lange auf sich warten und nannte sie eine „Heuchlerin“, weil sie Spanisch als „eine von den Eroberern aufgezwungene Sprache“ bezeichnet habe, während sie Englisch sprach. Der erzeugte Hass war so groß, dass die Geschichten entfernt wurden und ihr Profil privat blieb. Ihre Geschichten wurden jedoch aufgezeichnet, bevor sie sie löschte, und von anderen auf Twitter erneut hochgeladen.